# Зміїне вино

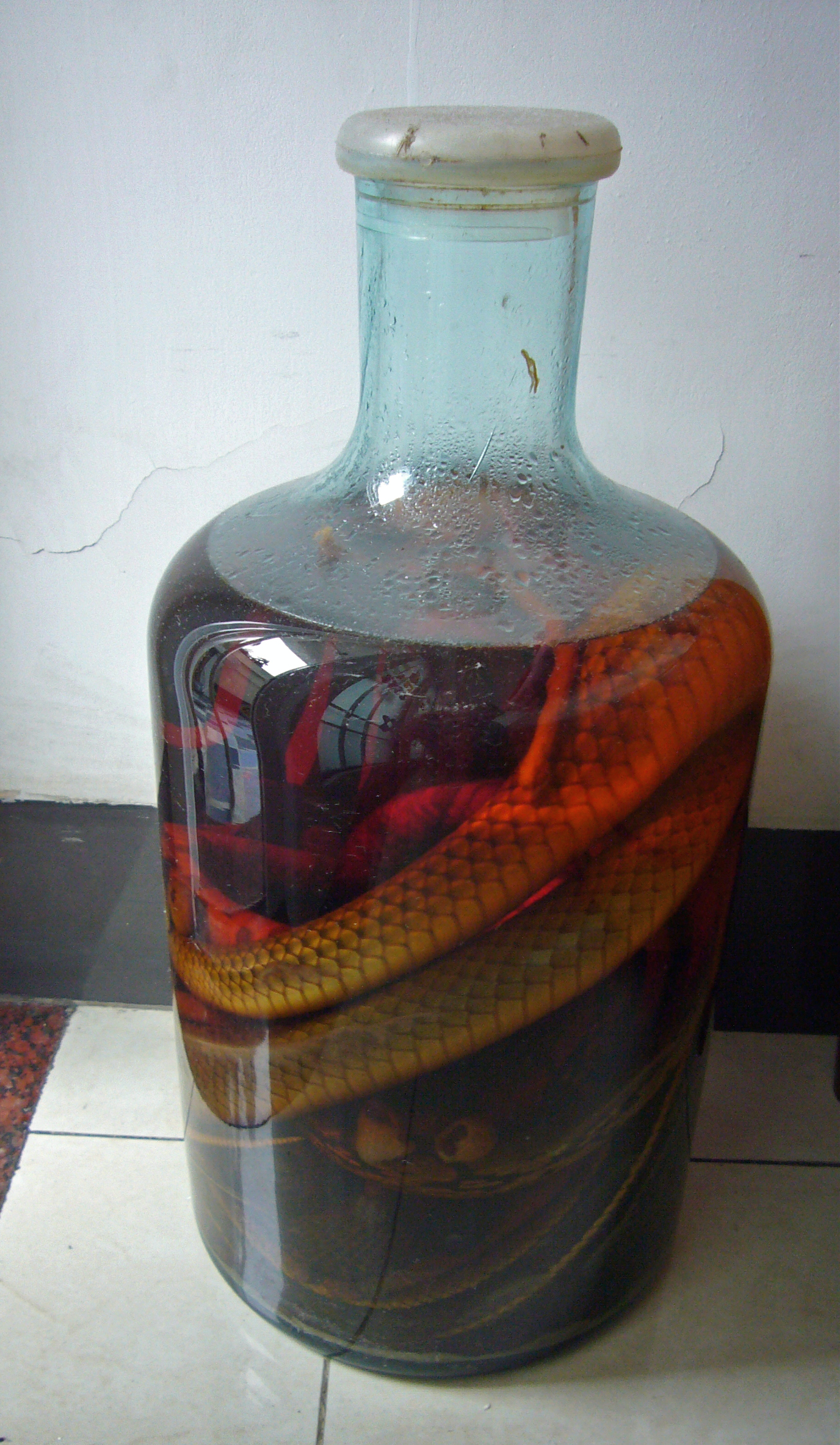
Пляшка зміїного вина, сфотографована в південнокитайському місті Гуанчжоу

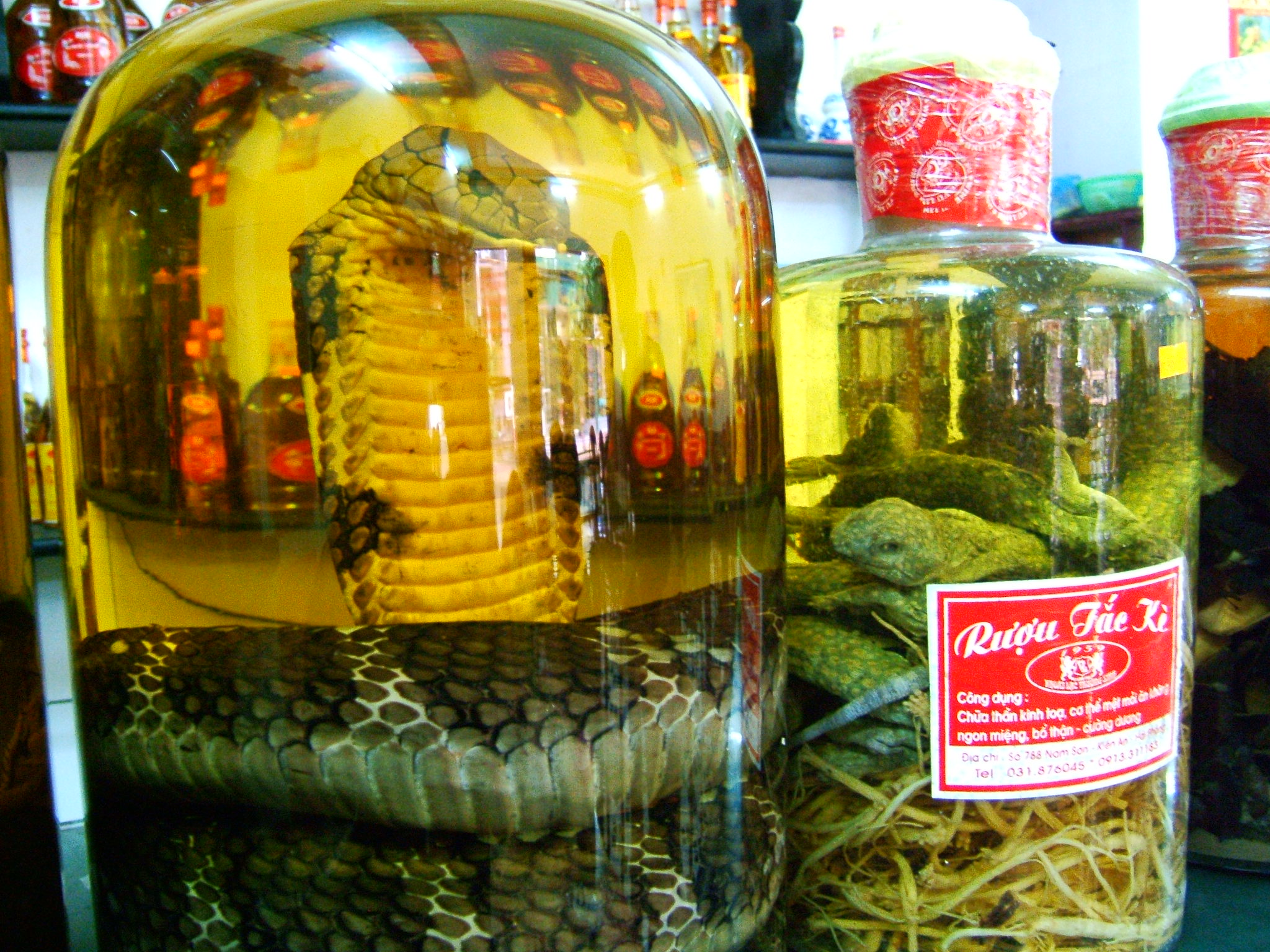
Змія — один з можливих інгредієнтів в'єтнамського напою rượu thuốc. Пляшка зліва — це вино з кобри (Rượu rắn)

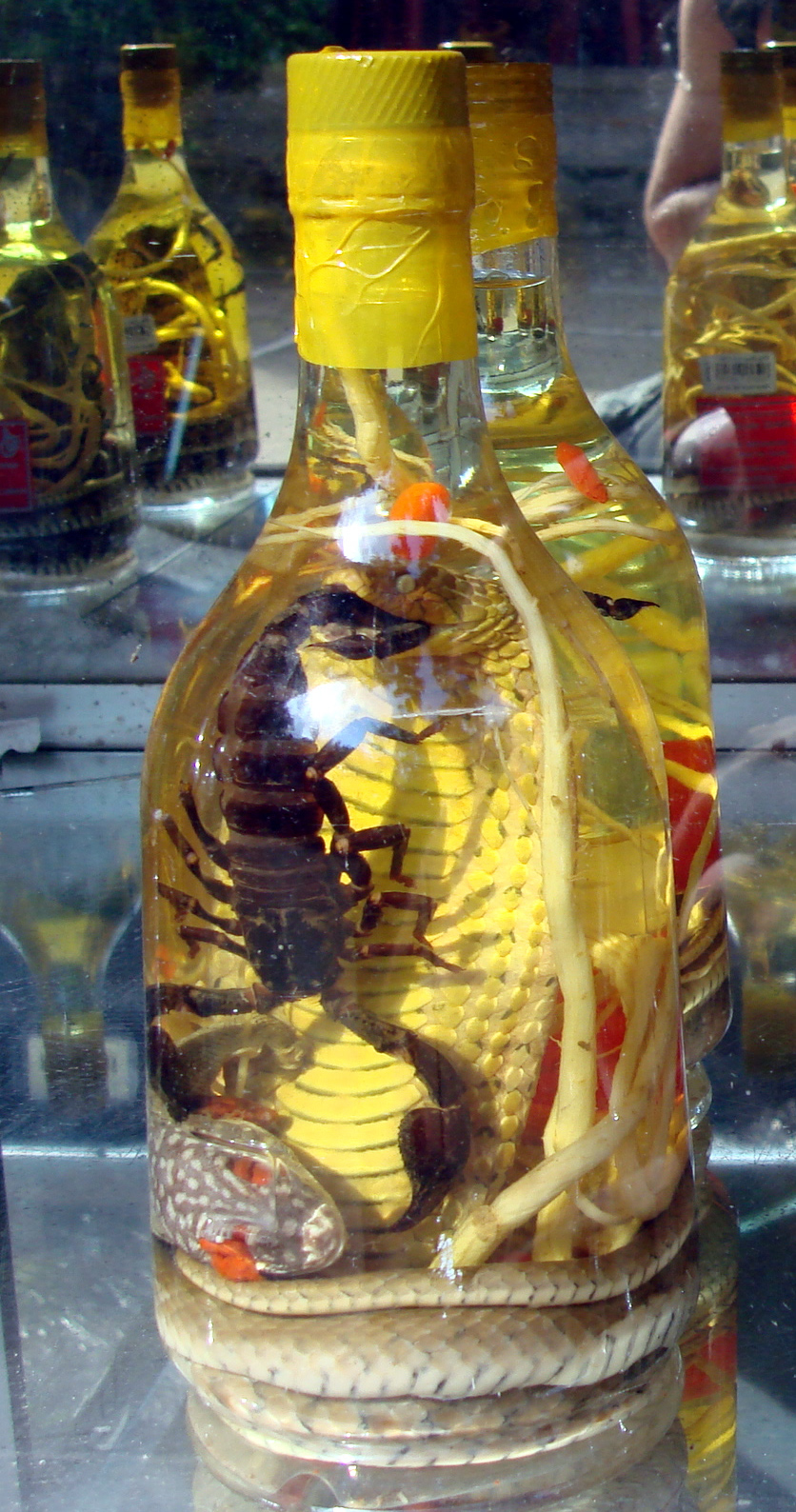
Вино зі скорпіона і змії

Зміїне вино (кит. 蛇酒, пін. shéjiǔ; в'єт. rượu rắn; кхмер. ស្រាពស់, sra poas) — алкогольний напій, що виробляється шляхом настоювання змій у рисовому вині або зерновому спирті. Перші дані про вживання цього напою знайдені в Китаї і відносяться до часів династії Західної Чжоу (близько 1040–770 рр. до н.е.). У традиційній китайській медицині він вважався важливим лікувальним засобом, що здатен оживити людину. Його можна зустріти в Китаї, Гоа (Індія), В'єтнамі, Окінаві (Японія), Лаосі, Таїланді, Камбоджі та по всій Південно-Східній Азії .
Змій, бажано отруйних, зазвичай консервують не для м’яса, а для смаку, запаху і яду, що розчиняється в алкоголі. Білки зміїної отрути згортаються етанолом, і тому готовий напій зазвичай, але не завжди, безпечний для вживання. Нічний базар Хуацзю (華西街夜市) Тайбея, Тайваня відомий своїми стравами зі змій і винними напоями. 
Зміїне вино, через високий відсоток алкоголю, традиційно п’ють у чарках
Імпортувати таке вино до багатьох країн заборонено, оскільки багато змій, які використовуються для його виробництва, належать до зникомих видів . 

## Історія
Послідовники традиційної китайської медицини довго вважали змій та їх нутрощі безцінними для підтримки життєвої сили та здоров’я. Вперше було зафіксовано, що напій споживався в Китаї під час династії Західного Чжоу (771 р. до н.е.), а використання змій у медицині було описано в медичному посібнику «Канон Шень-нуна про коріння і трави» (Shen nong ben cao jing, 神農本草經), укладеного між 300 р. до н.е. і 200 р. н.е.. Особливості використання різного калу змій, їх частини тіла, а також різні препарати були в значній мірі розроблені Лі Шічженем в праці «Беньцао ганму» («Великий травник» або «Велика фармакопея») 本草綱目).

## Заяви про лікарську цінність
Вважається, що змії володіють лікувальними властивостями, і вино часто рекламують для лікування практично всього: від далекозорості до випадіння волосся і для підвищення сексуальної активності.  У В’єтнамі загальна назва зміїних вин — rượu thuốc, і менш поширена — rượu rắn .  У культурі країни є вірування, що зміїне вино може покращити здоров’я та мужність.  Подібний напій готують, використовуючи замість змій зневоднених геконів або морських коників. 

## Ризики для здоров'я
Ризики вживання зміїного вина включають отруєння, яке може відрізнятися від прямого отруєння через укус змії. Воно може призвести до ряду проблем роботи серцево-судинної системи, включаючи пошкодження ендотелію судинної стінки, порушення функції та активації тромбоцитів, а також до коагулопатії.

## Різновиди
Зміїні вина поділяють на два види: для приготування одного використовують цілу змію, а для іншого – її частини.
- Замочування : цілу отруйну змію поміщають у скляну пляшку з рисовим вином або зерновим спиртом, іноді разом з меншими зміями та лікарськими травами, і залишають настоюватися протягом багатьох місяців. Вино п'ють як відновлювальний засіб невеликими порціями. Змій можна помістити в пляшку ще живими, що призведе до їх самостійного "утоплення", або ще є варіант, коли тварину усипляють холодом, після чого розрізають і випотрошують, потім зашивають знову. Коли змія на коротку мить прокидається від "холодної" коми, метається навкруги, приймає агресивну позу і помирає. Інколи останньому методу надають перевагу, оскільки видалення травного тракту плазуна може помітно зменшити різкий запах готового вина, а також через те, що посмертне положення убитої цим способом змії є візуально привабливішим.
- Поєднання: свіжі рідини організму змії змішуються безпосередньо з підготовленим алкоголем і відразу споживаються. Вино зі зміїної крові готують шляхом розрізання змії уздовж її живота і зливання її крові безпосередньо в посудину для пиття, наповнену рисовим вином або зерновим спиртом. Вино зі зміїної жовчі виробляється шляхом змішування спирту з жовчним міхуром і жовчю змії, а вино зі зміїного серця – шляхом поміщення все ще б’ючого серця вбитої змії в пляшку алкоголю.

## Дивись також
- Еліксир
- Народна медицина
- Хабушу
- Настоянка